# Jimmy Murphy (Musiker)
Jimmy Murphy (* 11. Oktober 1925 in Birmingham, Alabama; † 1. Juni 1981) war ein US-amerikanischer Country- und Rockabilly-Musiker, Songschreiber und Gitarrist. Murphy war vor allem bekannt für seine Songs Sixteen Tons Rock ’n’ Roll und Electricity.

## Leben

### Kindheit und Jugend
Jimmy Murphy wurde in seiner Kindheit von vielen verschiedenen Musikrichtungen beeinflusst. Sein Vater war leidenschaftlicher Fan der Blues-Musiker Leadbelly und Blind Boy Fuller. Während er in der Firma seines Vaters arbeitete, verbrachte Murphy seine Freizeit mit Musik. Er trat hin und wieder auf, zeitweise auch im lokalen Radio.

### Karriere
1949 zog Murphy nach Knoxville, Tennessee. Er bekam zusätzlich die Chance, bei den Radiosendern WROL und WNOX aufzutreten. Dort traf er den Gitarristen Chet Atkins, der ihm die Möglichkeit eröffnete, einige Demo-Bänder aufzunehmen. RCA Victor wurde auf den jungen Murphy aufmerksam und nahm ihn 1951 unter Vertrag. Im Januar desselben Jahres hielt Murphy seine erste Session für RCA ab, woraus die Single Electricity entstand. Seine Veröffentlichungen bei RCA waren jedoch wenig erfolgreich und sein Vertrag wurde gekündigt.
Er trat weiterhin im Radio auf, bis 1955 der Produzent Don Law Murphy einen Vertrag bei Columbia Records verschaffte. Die Veröffentlichungen aus seiner ersten Columbia-Session fanden in der Öffentlichkeit keine Beachtung, wohl wegen des minimalistischen Stils, der eher an die Hillbilly-Stücke der 1940er Jahre erinnerte. In seiner zweiten Session bei Columbia nahm er dann mehrere Rockabilly-Titel auf, unter anderem Sixteen Tons Rock ’n’ Roll, Grandpaw’s a Cat und My Gal Dottie, mit Onie Wheeler an der Mundharmonika. Doch auch diese Platten schienen Murphy nicht den gewünschten Erfolg zu bringen, trotz des Rockabilly-Stils. 1956 lief der Vertrag bei Columbia aus und Murphy trat wieder im Radio auf. In den 1960er Jahren nahm er bei verschieden kleinen Labels einige Platten auf, ohne Erfolg.
Als in den 1970er Jahren sein Song Electricity wiederveröffentlicht wurde, fand Murphy in der Öffentlichkeit weitaus mehr Beachtung. Sein gleichnamiges Album konnte sich sogar in den Billboard Charts platzieren. Eine Tour und ein weiteres Album waren in Planung, als Jimmy Murphy 1981 starb. 1989 brachte Bear Family Records eine CD mit seinen gesammelten Werken heraus.

## Diskografie
| Jahr     | Titel | Plattenfirma                            |
| -------- | --- | --------------------------------------- |
| 1951     | Electricity / Mother, Where Is Your Daughter | RCA Victor                              |
| 1951     | Big Mama Blues / We Live a Long Long Time | RCA Victor                              |
| 1951     | Educated Fool / Ramblin’ Heart | RCA Victor                              |
| 1952     | That First Guitar of Mine / Love That Satisfies | RCA Victor                              |
| 1956     | Hey Kitty Kitty / I’m Looking for a Mustard Patch | Columbia                                |
| 1956     | Sixteen Tons of Rock ’n’ Roll / My Gal Dottie | Columbia                                |
| 1956     | Grandpaw’s a Cat / Baboon Boogie | Columbia                                |
| 1963 (?) | I Long to Hear Hank the Blues / Swing Steel Blues | Ark                                     |
| 1963     | My Feet’s on Solid Ground / Wake Me Up Sweet Jesus | Ark                                     |
| 1964     | My Feet’s on Solid Ground / Wake Me Up Sweet Jesus | Rem                                     |
| 1964     | There’s No Use In Me Loving You / One Block From Home                                                                                                 | Midnite 816                             |
| 1965     | Half A Loaf Of Bread / Take This Message To Mother | Rem Records                             |
| 19??     | EP - Gonna Throw My Suitcase Away - Holy Ghost Millionaire - You May Have A Million - God’s getting Worried - Half A Loaf Of Bread - The Warning Song | Loyal Records                           |
|          | - Put Some Meat On Them Bones - Sweet Sweet Lips | Columbia Records (nicht Veröffentlicht) |